# Pierre Marie Antoine Pasquier
Pierre Marie Antoine Pasquier, hay thường được biết với tên Pierre Pasquier (6 tháng 2, 1877-15 tháng 1, 1934) là Toàn quyền Đông Dương từ năm 1928 đến 1934.

## Thân thế
Pierre Pasquier sinh ra tại Marseille. Ông mồ côi cha năm 11 tuổi, được mẹ và bà ngoại nuôi dạy, cho học Trường Thuộc địa (École coloniale) ở Paris.

## Sự nghiệp
Pasquier tốt nghiệp Trường Thuộc địa năm 1898 rồi được bổ vào ngạch công chức ở Đông Dương. Năm 1921 ông thăng chức làm khâm sứ Trung Kỳ, đại diện chính quyền Bảo hộ ở Huế. Bảy năm sau ông lên nắm chức vụ cao nhất: Toàn quyền Đông Dương, thay thế Alexandre Varenne.
Trong thời kỳ làm khâm sứ, ông là người đề nghị chính sách tách dần vùng Cao nguyên Trung phần khỏi quyền kiểm soát của triều đình Huế và hạn chế việc người Việt di cư lên vùng núi lập nghiệp.
Khi lên làm Toàn quyền, Pasquier có tiếng là thủ cựu. Đầu năm 1929 ông bị mưu sát. Sau đó Pasquier càng tỏ ra cương quyết trong việc dập tắt phong trào kháng Pháp. Chính quyền phản ứng mạnh mẽ sau Vụ ám sát Bazin, rồi tiếp theo là cuộc Khởi nghĩa Yên Bái của Việt Nam Quốc dân Đảng do Nguyễn Thái Học chỉ huy. Mười ba người thụ án tử hình bị chém đầu; hơn 7.000 người bị kết án và đem đày ra Côn Lôn.
Pasquier tử nạn khi chuyến bay chở 10 người bị rơi ở Corbigny, Nièvre, Pháp ngày 15 tháng 1 năm 1934. Tương truyền cái chết của Pasquier, Trạng Trình Nguyễn Bỉnh Khiêm đã tiên đoán trong cuốn Sấm ký với hai câu lục bát:
Giữa năm hai bảy mười ba
Lửa đâu mà đốt tám gà trên mây
Theo câu sấm truyền thì năm đó là năm nhuận với hai tháng 7 âm lịch nên có 13 tháng. Pasquier được phiên âm là "Bát Kê, 八雞", tức là "tám gà". Ngày 15 tháng 1 năm 1934 nhằm ngày mồng một Tháng Chạp năm Quý Dậu, một năm nhuận.